# Verdenskrig
 Denne artikel bør gennemlæses af en person med fagkendskab for at sikre den faglige korrekthed.

 Der er for få eller ingen kildehenvisninger i denne artikel, hvilket er et problem. Du kan hjælpe ved at angive troværdige kilder til de påstande, som fremføres i artiklen.

En verdenskrig er en militær konflikt, der omfatter størstedelen af verdens lande. Verdenskrige spænder over flere kontinenter og er usædvanligt blodige og destruktive.
Begrebet "verdenskrig" anvendes om de to største konflikter i historien: 1. verdenskrig (1914-1918) og 2.verdenskrig (1939-1945).
Nogle mener, at Den kolde krig var en verdenskrig, mens andre mener, at krig mod terror også er. Det har ikke vundet hævd.

## Begrebets oprindelse
Begrebet "verdenskrig" opstod i 1900-tallet, få år før 1. verdenskrig brød ud. Mange var klar over, at to komplekse og modsætningsfyldte alliancer med stor sandsynlighed ville føre til en global militær konflikt. På den ene side stod Tyskland-Østrig-Italien; på den anden Frankrig-Rusland-Storbritannien-Serbien.
At konflikten skulle blive global var sandsynligt, fordi begge alliancer havde store interesser i oversøiske kolonier, og at koloniernes ressourcer ville spille en stor rolle i en konflikt. At kolonierne havde stor strategisk rolle betød, at de involverede kolonimagter ville invadere hinandens kolonier og gøre krigen global.
Selv om 1. verdenskrig allerede blev kaldt "verdenskrig" få dage efter, at den brød ud, fik den først for alvor navnet i 1920'erne. Indtil da var den kendt som "Den Store Krig". 2. verdenskrig nødvendiggjorde en skelnen mellem de to krige.
Begrebet "2. verdenskrig" opstod også i 1920'erne. I 1928 fremlagde den amerikanske udenrigsminister, Frank B. Kellogg, en traktat, der blev betragtet som en "praktisk guide mod en 2. verdenskrig". Begrebet blev brugt, da 2. verdenskrig brød ud i 1939. Den 4. september 1939, dagen efter at Frankrig og Storbritannien erklærede Tyskland krig, skrev Kristeligt Dagblad på forsiden: "Den anden Verdenskrig udbrød i Gaar Middags Kl. 11".
Også andre sprog bruger "verdenskrig": engelsk: World War, fransk: Guerre Mondiale, tysk: Weltkrieg og russisk: Мировая война (tr. mirovaja vojna).

## Tidligere verdenskrige?
Nogle krige før 1900-tallet med mere eller mindre globale konflikter er blevet betragtet som verdenskrige. Fx Syvårskrigen (1756–1763) som Winston Churchill kaldte for "den første verdenskrig" i sin "A History of the English Speaking Peoples". Også de franske revolutionskrige (1792-1802) og Napoleonskrigene (1803-1815) er kaldt verdenskrige. Imidlertid var disse krige begrænset til europæiske magter og deres kolonier. Asien var ikke med.
Før 1800-tallet gav "verdenskrig" ingen mening. De asiatiske magter (Kina og Japan) involverede sig slet ikke uden for deres eget kontinent. Japan forblev isoleret til 1850'erne. Konflikter på den tid var begrænset til europæiske lande og foregik i begrænsede områder.
Når ikkeeuropæere har været involveret i verdensomspændende krige, har de generelt deltaget i europæiske konflikter og har kæmpet som støttetropper og ikke allierede. Storbritanniens krig mod Frankrig på det nordamerikanske kontinent er et eksempel på, hvordan indianere kæmpede for englænderne i Amerika frem for at blive udskibet til Europa. Modsat 1. verdenskrig hvor millioner af soldater fra Afrika, Asien og Nordamerika kom til Europa for at kæmpe sammen med deres kolonimagter.

## Kendetegn ved Verdenskrigene
De to verdenskrige i 1900-tallet udkæmpedes på alle kontinenter med undtagelse af Antarktis. Størstedelen af kampene foregik i Europa, Asien og Nordafrika og involverede flere lande og soldater end nogen anden konflikt i historien.
På grund af industrialiseringen og den teknologiske udvikling var 1. og 2. verdenskrig de første krige, der blev udkæmpet både til lands, vands og i luften. Og det var de første krige med en total krigsstrategi, der havde katastrofale konsekvenser for deltagerne.
Mange af de nationer, der kæmpede i 1. verdenskrig, deltog også i den 2., selv om de ikke altid var på samme side. Nogle af årsagerne til de to verdenskrige kunne sammenlignes, fordi Tyskland først overskred nabolandenes grænser. Nogle historikere har derfor den opfattelse, at verdenskrigene i virkeligheden var en europæisk borgerkrig fra 1914-1945.
Hvor Tyskland før 1. verdenskrig kunne hævde, at det var nødt til at "slå først" for ikke at blive klemt mellem Frankrig og Rusland, som var den første stormagt til at mobilisere, så betragter næsten alle historikere 2. verdenskrig som Adolf Hitlers angrebskrig.
Opfattelsen glemmer også krigen i Fjernøsten efter Japans territorialudvidelser, som begyndte uafhængigt af situationen i Europa.
Egentlig var verdenskrigene kun mulige på grund af kommunikation som telegrafer og radio samt transportmidler som dampskibe og jernbaner. Det gjorde det militært muligt at koordinere og transportere hurtigt over store afstande.

## Verdenskrigenes konsekvenser
1. og 2. verdenskrig fik katastrofale konsekvenser. Hverken før eller siden er så mange soldater og civile dræbt i krig: mellem 60 og 100 millioner mistede livet, og aldrig har verden set så store ødelæggelser. De største ofre var civilbefolkningens og ikke soldaternes. Der blev nu sjældent skelnet mellem civile og soldater.
Verdenskrigene havde en stor betydning for verdenshistorien: De gamle europæiske kolonimagter kollapsede på grund af krigenes enorme omkostninger. Men krigene betød direkte, at vi i dag har international sikkerhed gennem økonomiske og diplomatiske systemer. Institutioner som NATO, FN og EU blev grundlagt for at sikre freden og for at forhindre endnu en verdenskrig. Krigene var også med til at ændre vores hverdag. Det var under krigen, der kom jetfly, penicillin, atomenergi og meget elektronik.
Siden 2. verdenskrig sluttede i august 1945 med atombomberne over Hiroshima og Nagasaki i Japan, har der været frygt for en 3. verdenskrig, som med al sandsynlighed ville involvere atomvåben. At det ikke er kommet dertil, tilskrives ofte, at en atomkrig ville være en konflikt, der i sidste ende kunne udrydde hele menneskeheden eller i det mindste gøre en ende på civilisationen. Da Albert Einstein blev spurgt om, hvilke våben en 3. verdenskrig ville blive udkæmpet med, svarede han: "Jeg ved ikke, hvilke våben 3. verdenskrig vil blive udkæmpet med, men 4. verdenskrig vil blive udkæmpet med sten og kæppe."